# Karama (site)
Karama is een vroegpaleolithische site in het rajon Solonesjenski in het zuidoosten van de Russische kraj Altaj. De site bevindt zich 3 km stroomopwaarts van de monding van de Karama-rivier in de Anoej, een zijrivier van de Ob, en 15 km stroomafwaarts van de Denisovagrot. De site werd onderzocht in 2001.
De archeologische artefacten van Karama bestaan uit stenen werktuigen typerend voor het vroege paleolithicum. Kiezelgereedschappen uit laag 12 van de Karama-site zijn vergelijkbaar met Oldowan-vondsten. Deze vroegpaleolithische kiezelindustrie getuigt van de kolonisatie van het Altaj-gebied door de eerste migratiegolf van Homo erectus uit Afrika.
De bewoners van de site hielden zich bezig met jagen en verzamelen. De belangrijkste prooidieren waren kleine en middelgrote zoogdieren, daarnaast werd ook aas gegeten. 
Palynologische  en zuurstofisotopenanalyses dateren de sedimenten tot 600-800.000 jaar BP,  het Russische Vroege Neopleistoceen. Karama is hiermee de oudst bekende vindplaats in Noord- en Centraal-Azië, waarmee de migratie van vroege mensen van Afrika naar Oost-Azië kan worden getraceerd.
De uitgevoerde paleobotanische studies tonen aan dat de eerste menselijke vestiging in het Altajgebied onder gunstige klimatologische omstandigheden plaatsvond. Met de komst van een nieuw glaciaal maximum vertrokken deze vroege mensen van Karama naar warmere streken of stierven uit, niet in staat zich aan te passen aan het veranderende landschap en klimaat.